# 奇尼拉卡山
16°48′29″S 70°33′36″W / 16.80806°S 70.56000°W

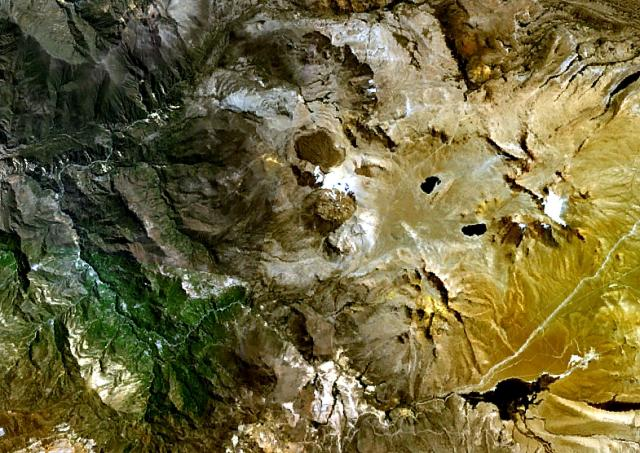

奇尼拉卡山（Chiñi Lakha），是秘魯的山峰，位於該國南部莫克瓜大區，由涅托元帥省的卡魯馬斯區負責管轄，屬於安地斯山脈的一部分，海拔高度5,000米。